# Ковасна (місто)
Ковасна (рум. Covasna) — місто у повіті Ковасна в Румунії. Адміністративно місту також підпорядковане село Кіуруш (населення 433 особи, 2002 рік).
Місто розташоване на відстані 157 км на північ від Бухареста, 30 км на схід від Сфинту-Георге, 49 км на північний схід від Брашова.

## Населення
За даними перепису населення 2002 року у місті проживали 11 369 осіб.
Національний склад населення міста:
| Національність            | Кількість осіб | Відсоток |
| ------------------------- | -------------- | -------- |
| угорці                    | 7539           | 66,3%    |
| румуни                    | 3673           | 32,3%    |
| цигани                    | 117            | 1,0%     |
| німці                     | 10             | 0,1%     |
| чанго                     | 10             | 0,1%     |
| українці                  | 6              | 0,1%     |
| італійці                  | 4              | < 0,1%   |
| євреї                     | 3              | < 0,1%   |
| греки                     | 1              | < 0,1%   |
| не вказали національність | 5              | < 0,1%   |

Рідною мовою назвали:
| Мова                  | Кількість осіб | Відсоток |
| --------------------- | -------------- | -------- |
| угорська              | 7651           | 67,3%    |
| румунська             | 3687           | 32,4%    |
| циганська             | 8              | 0,1%     |
| німецька              | 8              | 0,1%     |
| українська            | 5              | < 0,1%   |
| російська             | 1              | < 0,1%   |
| турецька              | 1              | < 0,1%   |
| грецька               | 1              | < 0,1%   |
| єврейська (їдиш)      | 1              | < 0,1%   |
| італійська            | 1              | < 0,1%   |
| не вказали рідну мову | 1              | < 0,1%   |

Склад населення міста за віросповіданням:
| Релігія                                       | Кількість осіб | Відсоток |
| --------------------------------------------- | -------------- | -------- |
| реформати                                     | 5246           | 46,1%    |
| православні                                   | 3303           | 29,1%    |
| римо-католики                                 | 2360           | 20,8%    |
| баптисти                                      | 69             | 0,6%     |
| унітарії                                      | 50             | 0,4%     |
| греко-католики                                | 29             | 0,3%     |
| не релігійні                                  | 12             | 0,1%     |
| старообрядці                                  | 11             | 0,1%     |
| лютерани (Синодально-пресвітеріанська церква) | 8              | 0,1%     |
| лютерани                                      | 4              | < 0,1%   |
| адвентисти                                    | 3              | < 0,1%   |
| юдеї                                          | 3              | < 0,1%   |
| атеїсти                                       | 2              | < 0,1%   |
| мусульмани                                    | 1              | < 0,1%   |
| лютерани (Аугсбурзького сповідання)           | 1              | < 0,1%   |
| не вказали релігію                            | 6              | 0,1%     |

## Зовнішні посилання
- Дані про місто Ковасна на сайті Ghidul Primăriilor [Архівовано 16 Листопада 2009 у Wayback Machine.]